# Polygala stenopetala
Polygala stenopetala là một loài thực vật có hoa trong họ Polygalaceae. Loài này được Klotzsch miêu tả khoa học đầu tiên.